# Cinnamomum kingdon-wardii
Cinnamomum kingdon-wardii är en lagerväxtart som beskrevs av A. J. G. H. Kostermans. Cinnamomum kingdon-wardii ingår i släktet Cinnamomum och familjen lagerväxter. Inga underarter finns listade i Catalogue of Life.